# Kraśki
Kraśki (ros. Краськи) – wieś (ros. деревня, trb. dieriewnia) w zachodniej Rosji, w osiedlu wiejskim Titowszczinskoje rejonu diemidowskiego w obwodzie smoleńskim.

## Geografia
Miejscowość położona jest 2,5 km od drogi regionalnej 66K-28 (R120 – Rudnia – Diemidow), przy drodze regionalnej 66N-0524 (Baszki / 66K-28 – Gury – Kraśki), 12 km od centrum administracyjnego osiedla wiejskiego (Titowszczina), 15 km od centrum administracyjnego rejonu (Diemidow), 58 km od stolicy obwodu (Smoleńsk), 24 km od granicy z Białorusią.
W granicach miejscowości znajduje się ulica Lesnaja (12 posesji).

## Demografia
W 2010 r. miejscowość zamieszkiwały 2 osoby.

## Historia
W czasie II wojny światowej od lipca 1941 roku wieś była okupowana przez hitlerowców. Wyzwolenie nastąpiło we wrześniu 1943 roku.
Na mocy uchwały z dnia 28 maja 2015 roku wszystkie miejscowości (w tym Kraśki) zlikwidowanej jednostki administracyjnej Życzickoje weszły w skład osiedla wiejskiego Titowszczinskoje.